# Jérôme Fenoglio
Pour les articles homonymes, voir Fenoglio.
Jérôme Fenoglio, né le 2 juin 1966 à Toulon, est un journaliste français, directeur du quotidien Le Monde depuis le 30 juin 2015. Entré dans ce journal en 1991, il a occupé de nombreuses fonctions, notamment dans sa version numérique.

## Carrière
Tout d'abord reporter au service Sports, il est chargé de la rubrique Exclusion dans le service Société de 1997 à 1999, année au cours de laquelle il est promu chef de ce service. En 2005, il intègre le service Sciences ; il devient en 2007 rédacteur en chef adjoint du Monde 2,.
En septembre 2009, il accède au statut de grand reporter et, en juin 2011, il est nommé rédacteur en chef du Monde.fr, la version en ligne du quotidien,.
En mai 2014, Jérôme Fenoglio est promu directeur des rédactions.
En avril 2015, il est annoncé comme futur dirigeant du journal, pour succéder à Nathalie Nougayrède après l'intérim de Gilles van Kote. Il est le candidat favori de Pierre Bergé. Il n'est finalement pas retenu après un vote interne de la rédaction en mai, mais sera quand même élu lors d'un second tour le 30 juin. 
En juin 2021, les journalistes de la rédaction ont approuvé sa reconduction pour un mandat de six ans à la tête du Monde.